# Орчерд-Гіллс (Пенсільванія)
Орчерд-Гіллс (англ. Orchard Hills) — переписна місцевість (CDP) в США, в окрузі Армстронг штату Пенсільванія. Населення — 1949 осіб (2020).

## Географія
Орчерд-Гіллс розташований за координатами 40°34′54″ пн. ш. 79°32′43″ зх. д. / 40.58167° пн. ш. 79.54528° зх. д. (40.581594, -79.545300).  За даними Бюро перепису населення США в 2010 році переписна місцевість мала площу 10,29 км², з яких 10,22 км² — суходіл та 0,07 км² — водойми.

## Демографія
Згідно з переписом 2010 року, у переписній місцевості мешкали 1952 особи в 807 домогосподарствах у складі 572 родин. Густота населення становила 190 осіб/км².  Було 881 помешкання (86/км²).
Расовий склад населення:
| - 98,8 % — білих - 0,8 % — чорних або афроамериканців - 0,2 % — азіатів |

До двох чи більше рас належало 0,2 %. Частка іспаномовних становила 0,4 % від усіх жителів.
За віковим діапазоном населення розподілялося таким чином: 20,1 % — особи молодші 18 років, 61,1 % — особи у віці 18—64 років, 18,8 % — особи у віці 65 років та старші. Медіана віку мешканця становила 46,6 року. На 100 осіб жіночої статі у переписній місцевості припадало 96,8 чоловіків;  на 100 жінок у віці від 18 років та старших — 93,8 чоловіків також старших 18 років.
Середній дохід на одне домашнє господарство  становив 44 473 долари США (медіана — 35 000), а середній дохід на одну сім'ю — 54 440 доларів (медіана — 46 379). За межею бідності перебувало 16,5 % осіб, у тому числі 19,7 % дітей у віці до 18 років та 6,1 % осіб у віці 65 років та старших.
Цивільне працевлаштоване населення становило 788 осіб. Основні галузі зайнятості: науковці, спеціалісти, менеджери — 24,9 %, виробництво — 20,2 %, освіта, охорона здоров'я та соціальна допомога — 19,5 %.